# El joven Lennon
El joven Lennon es una novela escrita por Jordi Sierra i Fabra en 1988 con el fin de narrar la adolescencia del cantante inglés John Lennon.

## Argumento
La narración tiene lugar en Liverpool entre los años 1955-1959.  En este contexto Lennon pasa por el período en el cual busca cumplir su sueño de formar un conjunto musical para tocar los géneros que le apasionan. Él comienza a los 15 años de edad en la escuela, donde tiene problemas con su profesor, Pinkerton con quien tiene más de un roce. Lennon trata de formar una banda con sus amigos y compañeros de la Quarry Bank High school, su escuela secundaria. Estos son: Shotton, Hanson y Griffith, con quienes John formó su primer conjunto, llamado los "Quarrymen", y que a menudo sufría cambios entre los integrantes por todos los inconvenientes o problemas que surgieran. John siempre quiso tocar la guitarra y aprendió escuchando y sacando los acordes de cada canción por oído.
ora ora ora ora- gritaron los marineros
Los marineros que llegaban al puerto desde los Estados Unidos traían discos de Rock 'n' Roll y otros géneros que iban surgiendo. Lennon siempre encargaba más y más discos, lo que resultó en una amistad entre él y Halloran (uno de los marineros a quien John siempre buscaba cada vez que sabía que viajaba). Él le enseñó a tomar su cerveza mientras conversaban el tema de siempre, "la música". Cuando a Halloran lo trasladaron a otros puertos, Lennon fue presentado a otro singular marinero que le traía una gran cantidad y variedad de música.
Julia Stanley, la madre del «joven Lennon» vivía separada de él por su trabajo. Por esta razón vivía con su tía Mimi, la que le dejaba hacer lo que él quería, dándole el amor y cariño que su madre no podía proporcionarle. Julia iba cada cierto tiempo a visitarlos a Liverpool, quedándose no más de un día. Esto sucedió durante mucho tiempo. La última vez que fue a visitarlos traía una sorpresa muy agradable y que sabía que le gustaría mucho al joven Lennon, se quedaba y para siempre. Pero la alegría no duró mucho, ya que muy pronto al ir a buscar a su hijo encontró la muerte. 
Este hecho hizo que este «joven Lennon» cambiara y se transformara en un joven adulto.
Sin embargo la tristeza no duró mucho, ya que conoció a Paul McCartney, un bajista a quien aceptó en su grupo e hicieron una linda y duradera amistad. Pero el grupo luego de múltiples cambios quedó simplemente en un dúo (obviamente conformado por el joven Lennon y el joven McCartney). Pero esta situación no duró mucho, ya que se agregaron dos integrantes a la banda, George Harrison (guitarrista de 13 años) y Pete Best (baterista, de 15 años).
La historia finalmente termina luego de muchos acontecimientos interesantes (la mayoría "musicales") y el encuentro de John con su futura novia y esposa,luego de la muerte de su madre, Cynthia.
Este joven Lennon murió a la edad de 40 años en 1980.